# Neomochtherus striatipes
Neomochtherus striatipes är en tvåvingeart som först beskrevs av Friedrich Hermann Loew 1849.  Neomochtherus striatipes ingår i släktet Neomochtherus och familjen rovflugor. Inga underarter finns listade i Catalogue of Life.